# Парнаиба (монитор)
«Парнаи́ба» (порт. Parnaíba (U-17)) — бразильский монитор. Предназначался для службы на реках на границе с Боливией, но из-за значительной осадки оказался малопригоден для этой роли. Строительство было начато как ответ на появление у соседнего Парагвая канонерских лодок типа «Парагвай» разработки инженера Хосе А. Боззано.

## Энергетическая установка
Первоначально — две паровые машины фирмы «Thornycroft» и два цилиндрических котла общей мощностью 1300 л. С.
Во время модернизации 1998—1999 годов силовая установка заменена на два дизеля общей мощностью 1300 л. с., а одна из оригинальных паровых машин установлена в мемориальном музее «Maximiano» Шестого военно-морского округа.

## Вооружение
Первоначально был вооружён 1 — 152-мм орудием в палубной щитовой установке и двумя 47-мм пушками Гочкиса. В 1942 году вооружение усилено двумя 87-мм/13 гаубицами и четырьмя 20-мм/70 Мk-4 зенитками.
В 1960 году модернизирован и перевооружён — старое вооружение демонтировано, установлено 1 — 76-мм орудие и по 2 40-мм и 20-мм зенитки.
После модернизации 1998—1999 годов вооружение — одно орудие 76 мм, две артиллерийские установки Bofors L70 40-мм/70, два 20-мм автомата Oerlikon, два 81-мм миномёта, вертолётная площадка.

## История службы
Участвовал во Второй мировой войне, сопровождал конвои. С 1943 по 1945 год входил в состав флотилии обороны порта Салвадор.
В мае 1977 года принял участие в торжествах по случаю годовщины независимости Парагвая. 19 мая 1977, вместе с другими кораблями, пришвартованными в Асунсьоне, участвовал в спасении экипажа парохода «Chalana», потерпевшего крушение неподалёку и затонувшего.
«Parnaíba» и сейчас (2022 год) находится в строю, являясь одним из старейших кораблей в мире, находящихся в эксплуатации. Флагманский корабль флотилии Мату-Гросу 6-го военно-морского округа Бразилии.
Для ВМС стран Латинской Америки нередкость иметь в своём составе корабли такого возраста. К примеру, в соседнем Парагвае до сих пор в строю канонерка «Парагвай» (1931 года), а у Аргентины патрульный катер «Суруби» (1939 года).

## Модернизации
За годы службы корабль подвергнут двум существенным модернизациям.
В 1960 году полностью заменено вооружение.
Затем, в период с января 1998 года по 6 мая 1999 года корабль прошёл модернизацию на речной военно-морской базе Ладариу, в ходе которой его оригинальная двигательная установка была заменена дизельными двигателями. На корме была установлена вертолётная площадка, позволяющая принимать IH-6B Bell Jet Ranger III или Eurocopter AS350.